# JuJu Smith-Schuster
John Sherman " JuJu " Smith-Schuster  (nacido el 22 de noviembre de 1996) es un receptor abierto de fútbol americano que juega para los Kansas City Chiefs de la Liga Nacional de Fútbol (NFL). Jugó a fútbol americano universitario en la USC, donde fue campeón del  Rose Bowl en su tercer año, antes de declararse elegible para el Draft de la NFL 2017 . Fue seleccionado por los Steelers en la segunda ronda del draft. 
Smith-Schuster tiene varios récords de la NFL, incluido el de ser el jugador más joven en alcanzar 2,500 yardas de recepción de su carrera y el primer jugador en tener dos touchdowns ofensivos de al menos 97 yardas. También posee varios récords en la franquicia de los Steelers. Fuera del campo, también es conocido por su actividad en las redes sociales. En 2019, Smith-Schuster fue calificado como uno de los jugadores más comercializables de la NFL.

## Primeros años
Smith-Schuster comenzó a jugar al fútbol a los ocho años. Cambió su nombre en los listados de programas de fútbol en 2012 de "John" a "Ju-Ju", un apodo que le dio una tía cuando era un niño, y cambió legalmente su apellido de "Smith" a "Smith-Schuster" mientras estaba en la universidad como homenaje a su padrastro. En su juventud, Smith-Schuster fue entrenado por Snoop Dogg cuando jugaba al fútbol juvenil en la Snoop Youth Football League, donde Snoop le dio a Smith-Schuster el apodo de "Sportscenter", diciéndole al niño que creía que algún día sus mejores momentos se mostrará en el programa insignia de ESPN .  
Más tarde asistió a la Escuela Secundaria Politécnica de Long Beach en Long Beach, California, la escuela secundaria que en ese momento tenía el récord de enviar a la mayoría de los jugadores de fútbol a carreras en la NFL de todas las escuelas de Estados Unidos. Jugó como receptor abierto y safety para el equipo de fútbol Jackrabbits de la escuela. Smith-Schuster fue calificado por Rivals.com como un recluta de cinco estrellas y fue clasificado como el segundo mejor receptor de su clase y el jugador número 24 en general. Inicialmente decidió asistir a Oregón, pero luego anunció que asistiría a la Universidad del Sur de California (USC) para jugar fútbol americano universitario bajo el entonces entrenador en jefe Steve Sarkisian durante su compromiso televisado.

## Carrera universitaria
Smith-Schuster ganó tiempo de juego inmediato como un verdadero estudiante de primer año en 2014. En su primer partido, tuvo cuatro recepciones para 123 yardas contra Fresno State . Contra los Cougars de Washington, tuvo seis recepciones para 74 yardas y tres touchdowns. Terminó la temporada 2014 con 54 recepciones para 724 yardas y cinco touchdowns. Como estudiante de segundo año en 2015, Smith-Schuster jugó 14 partidos con 1,454 yardas de recepción y 10 anotaciones.
Como júnior en 2016, su tasa de uso por parte de los troyanos disminuyó, sin embargo, jugó 13 partidos con 914 yardas recibidas y 10 touchdowns. Ese año también ayudó a los troyanos a una victoria en el Rose Bowl sobre los Penn State Nittany Lions, atrapó siete pases para 133 yardas y recibió un touchdown en el transcurso del juego. Después de la temporada 2016, Smith-Schuster anunció en Twitter  que había decidido renunciar a su último año e ingresar al Draft de la NFL 2017, antes de firmar con la agencia deportiva Roc Nation .  Lynn Swann, exalumna de la USC, dijo sobre el potencial profesional de Smith-Schuster basado en su carrera universitaria: "Tiene el tamaño. Él tiene la fuerza. Él tiene la actitud. . . En Juju, tienes un tipo que tiene el tipo de versatilidad que podrías estar buscando ". Aunque se fue antes de la graduación, Smith-Schuster luego regresó para tomar cursos de verano en la USC a fin de trabajar para terminar su título universitario.

### Estadísticas universitarias
| Año     | Equipo  | G  | GS | Recepción | Recepción | Recepción | Recepción | Corriendo | Corriendo | Corriendo | Corriendo | Patada de regreso | Patada de regreso | Patada de regreso | Patada de regreso | Defensa | Defensa | Defensa |
| Año     | Equipo  | G  | GS | Rec       | Yds       | Avg       | TD        | Att       | Yds       | Avg       | TD        | Kr                | Yds               | Avg               | TD                | Solo    | Ast     | Total   |
| ------- | ------- | -- | -- | --------- | --------- | --------- | --------- | --------- | --------- | --------- | --------- | ----------------- | ----------------- | ----------------- | ----------------- | ------- | ------- | ------- |
| 2014    | USC     | 13 | 13 | 54        | 724       | 13,4      | 5 5       | 2         | 3         | 1,5       | 0 0       | 11                | 132               | 12,0              | 0 0               | 4 4     | 1       | 5 5     |
| 2015    | USC     | 14 | 14 | 89        | 1,454     | 16,3      | 10        | 1         | 4 4       | 4.0 4.0   | 0 0       | 4 4               | 51                | 12,8              | 0 0               | 1       | 0 0     | 1       |
| 2016    | USC     | 13 | 13 | 70        | 914       | 13,1      | 10        | 5 5       | 27        | 5.4       | 0 0       | 1                 | 2                 | 2,0               | 0 0               | 2       | 0 0     | 2       |
| Carrera | Carrera | 40 | 40 | 213       | 3,092     | 14,5      | 25        | 8         | 34        | 4.3 4.3   | 0 0       | dieciséis         | 185               | 11,6              | 0 0               | 7 7     | 1       | 8       |

## Carrera profesional
Smith-Schuster recibió una invitación para la NFL Combine y realizó casi todos los ejercicios combinados y ejercicios posicionales, excepto el ejercicio de tres conos y el transbordador corto. Optó por asistir al Pro Day de la USC y realizó el breve transbordador y el ejercicio de tres conos. Además, realizó el salto vertical y amplio y mejoró su número combinado en ambos.  Los Dallas Cowboys fueron el único equipo que realizó un entrenamiento privado con Smith-Schuster y mostraron un gran interés en él. Fue clasificado como el cuarto mejor receptor abierto en el draft por Sports Illustrated y ESPN, y noveno por NFLDraftScout.com y el analista del draft Mel Kiper Jr.

Los Pittsburgh Steelers seleccionaron a Smith-Schuster en la segunda ronda (62 en general) del Draft 2017 de la NFL . Fue el jugador más joven seleccionado en el Draft 2017 y fue el 13er receptor abierto de la USC reclutado en los últimos 15 años.
 El 17 de mayo de 2017, los Steelers lo firmaron con un contrato de cuatro años por $ 4.19 millones con $ 1.84 millones garantizados y un bono de firma de $ 1.19 millones.
Smith-Schuster ingresó al campo de entrenamiento compitiendo con Sammie Coates, Darrius Heyward-Bey, Eli Rogers, Marcus Tucker y Justin Hunter para ser la tercera opción de los Steelers como receptor abierto en su tabla de profundidad. Fue nombrado el sexto receptor abierto en la tabla de profundidad de los Steelers para comenzar la temporada regular detrás de Antonio Brown, Martavis Bryant, Heyward-Bey, Rogers y Hunter.
Smith-Schuster hizo su debut en la NFL en la victoria de apertura de temporada de los Steelers sobre los Cleveland Browns y se le atribuyó su primer inicio de carrera como regresador de patadas, devolviendo una patada para cuatro yardas. Cuando Smith-Schuster hizo su debut, era el jugador más joven de la NFL. En la semana 2, Smith-Schuster registró su primera recepción en su carrera y atrapó su primer touchdown en un pase de cuatro yardas del mariscal de campo Ben Roethlisberger, cuando los Steelers derrotaron a los Minnesota Vikings con un resultado de 26–9. Durante el partido de los Vikings, Smith-Schuster se convirtió en el jugador más joven de la NFL en anotar un touchdown desde el corredor Andy Livingston en 1964. También se convirtió en el segundo jugador más joven en la historia de la NFL en recibir un touchdown detrás de Arnie Herber, que era 60 días más joven que Smith-Schuster cuando atrapó un touchdown en 1930 .
Durante la semana 7 contra los Cincinnati Bengals, Smith-Schuster atrapó su tercer pase de touchdown de la temporada, una recepción de 31 yardas, convirtiéndose en el primer jugador en la historia de la NFL en anotar tres touchdowns antes de los 21 años. El 29 de octubre de 2017, Smith-Schuster hizo su primer inicio de carrera como wide receiver y tuvo una actuación destacada con siete recepciones altas en la temporada para 193 yardas de recepción y anotó un touchdown de 97 yardas durante una victoria 20-15 en Sunday Night Football contra los Detroit Lions . La recepción de touchdown de 97 yardas también fue la jugada de pase más larga en la historia del equipo y la recepción de touchdown más larga de la liga durante la temporada 2017. Smith-Schuster comenzó como receptor abierto en lugar de Martavis Bryant, quien fue enviado a la banca por el entrenador en jefe Mike Tomlin después de pedir públicamente un intercambio. Sus 193 yardas fueron superadas solo por las 205 de Jimmy Orr en 1958 para la mayor cantidad de yardas recibidas por un novato de los Steelers y la mayor cantidad por cualquier novato de la NFL desde el 209 de Mike Evans en la Semana 11 de 2014. Fue nombrado Jugador Ofensivo de la Semana de la AFC por su actuación en la Semana 8.
El 5 de diciembre de 2017, Smith-Schuster fue suspendido por un juego después de hacer un bloqueo a ciegas al apoyador de Cincinnati Bengals Vontaze Burfict en la semana 13. En la semana 17, tuvo un retorno de patada de 96 yardas para un touchdown y también atrapó nueve pases para 143 yardas y un touchdown durante una victoria 28-24 contra los Cleveland Browns . Con esta actuación, Smith-Schuster se convirtió en el jugador más joven en la historia de la NFL en tener más de 1,000 yardas para todo uso. También fue nombrado Jugador de la Semana de los Equipos Especiales de la AFC por su touchdown de retorno de patada. Terminó la temporada con 58 recepciones para 917 yardas y siete touchdowns, con las últimas dos estadísticas liderando a todos los novatos. Fue nombrado el jugador de fútbol profesional polinesio del año para 2017.
Los Steelers terminaron primero en la AFC Norte con un récord de 13-3 y fueron eliminados en primera ronda. El 14 de enero de 2018, Smith-Schuster comenzó en su primer juego de playoffs e hizo tres recepciones para cinco yardas y un touchdown tardío en una angosta derrota por 45-42 ante los Jacksonville Jaguars en la Ronda Divisional .

### Temporada 2018

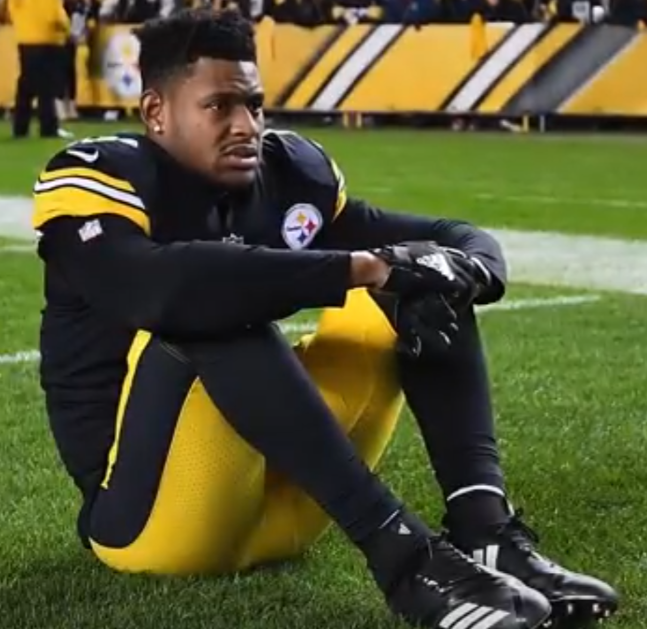
Smith-Schuster en 2018

El 18 de enero de 2018, los Pittsburgh Steelers ascendieron al entrenador del mariscal de campo Randy Fichtner a coordinador ofensivo después de que optaron por no renovar el contrato del ex coordinador ofensivo Todd Haley . Smith-Schuster ingresó al campo de entrenamiento programado como receptor abierto inicial después de que los Steelers cambiaron a Martavis Bryant a los Oakland Raiders por una selección de tercera ronda en el Draft de la NFL 2018 . Tomlin nombró a Smith-Schuster como receptor abierto inicial para comenzar la temporada regular, junto a Antonio Brown .
Smith-Schuster comenzó su segunda temporada de la NFL con nueve recepciones para 116 yardas recibidas en el empate 21-21 contra los Cleveland Browns . Siguió esa actuación con 13 recepciones, la cifra más alta en su carrera, para 121 yardas recibidas y un touchdown en una derrota por 42–37 ante los Kansas City Chiefs . En la semana 3, contra los Tampa Bay Buccaneers, registró nueve recepciones para 116 yardas en la victoria 30-27 en Monday Night Football . Smith-Schuster rompió otro récord de la NFL el 25 de noviembre de 2018 contra los Denver Broncos cuando se convirtió en el primer jugador en tener dos touchdowns ofensivos de al menos 97 yardas. El touchdown fue parte de un desempeño de 13 recepciones y 189 yardas en la derrota. En la semana 14 contra los Oakland Raiders, Smith-Schuster atrapó 8 pases para 130 yardas y 2 touchdowns en una derrota por 24-21. Durante la semana 16 contra los New Orleans Saints, Smith-Schuster terminó con 115 yardas recibidas, ya que los Steelers perdieron 28–31; sin embargo, a medida que los Steelers avanzaban por el campo hacia la posición de anotación, Smith-Schuster cometió un balón suelto al final del juego. En última instancia, esta sería una de las causas de que los Steelers se perdiesen los playoffs esa temporada, ya que las victorias de los Baltimore Ravens y los Indianapolis Colts la semana siguiente los eliminaron oficialmente. 
Smith-Schuster fue elegido MVP del equipo por sus compañeros de equipo para la temporada 2018, terminando la temporada con 111 recepciones y 1,426 yardas. También tuvo siete touchdowns en la temporada, terminando segundo en el equipo solo por las 15 capturas de touchdown de Antonio Brown. Smith-Schuster hizo su primer Pro Bowl en su carrera en 2018 como suplente, después de que su compañero de equipo Antonio Brown anunció que no participaría en el juego debido a una lesión. Recibió una calificación general de 81.8 de Pro Football Focus en 2018, que se clasificó como la 16.ª calificación más alta entre todos los receptores que calificaron.

### Temporada 2019
Antes del comienzo de la temporada, los Steelers cambiaron a Antonio Brown a los Oakland Raiders, lo que convirtió a Smith-Schuster en el receptor principal número uno del equipo. En la semana 1 contra los New England Patriots, Smith-Schuster atrapó seis pases para 78 yardas en la derrota 33-3. En la semana 2 contra los Seattle Seahawks, Smith-Schuster atrapó cinco pases para 84 yardas, ya que los Steelers perdieron 26-28. En el juego, Smith-Schuster superó a Randy Moss como el receptor abierto más joven en alcanzar 2500 yardas de recepción (22 años, 297 días). En la semana 3 contra los San Francisco 49ers, Smith-Schuster atrapó tres pases para 81 yardas y un pase de touchdown de 76 yardas cuando los Steelers perdieron 24-20. Después de un tranquilo juego de la Semana 4 contra los Cincinnati Bengals, en el que los Steelers lograron su primera victoria, Smith-Schuster atrapó siete pases para 75 yardas y un touchdown en la Semana 5 contra los Baltimore Ravens . Sin embargo, después de que el juego entró en tiempo extra, perdió el balón después de atrapar un pase cuando el esquinero de los Ravens, Marlon Humphrey, golpeó la pelota fuera de los brazos de Smith-Schuster. El balón suelto fue costoso ya que le permitió a Baltimore patear el gol de campo ganador del juego, enviando a los Steelers a una pérdida de 26-23 en tiempo extra. En la semana 8 contra los Miami Dolphins en Monday Night Football, Smith-Schuster atrapó cinco pases para 103 yardas y un touchdown en la victoria 27-14. Este fue el primer juego de recepción de 100 yardas de Smith-Schuster de la temporada. En la semana 11 contra los Cleveland Browns, Smith-Schuster fue noqueado después de que el esquinero Greedy Williams le diera un golpe de casco a casco. Antes de la lesión, Smith-Schuster atrapó dos pases para 21 yardas en la derrota 21–7. Se perdió todos menos los dos últimos juegos de la temporada, ya que también sufrió una lesión en la rodilla por el juego de Cleveland. Smith-Schuster finalizó la temporada 2019 con 552 yardas, el nivel más bajo de su carrera, y tres touchdowns en 42 atrapadas.

### Estadísticas de la NFL
| Leyenda | Leyenda        |
| ------- | -------------- |
|         | Lideró la liga |
| Negrita | Carrera alta   |

| 2017    | POZO    | 14        | 7 7 | 58  | 917   | 15,8 | 97T | 7 7 | 0 0 | 0 0 | 0.0  | 0 0 | 0 0 | 9 9 | 240 | 26,7 | 96T | 1   | 0 0 | 0 0 |
| 2018    | POZO    | dieciséis | 13  | 111 | 1,426 | 12,8 | 97T | 7 7 | 1   | 13  | 13,0 | 13  | 0 0 | 0 0 | 0 0 | 0.0  | 0 0 | 0 0 | 1   | 1   |
| 2019    | POZO    | 12        | 12  | 42  | 552   | 13,1 | 76T | 3   | 0 0 | 0 0 | 0.0  | 0 0 | 0 0 | 0 0 | 0 0 | 0.0  | 0 0 | 0 0 | 1   | 1   |
| Carrera | Carrera | 42        | 32  | 211 | 2,895 | 13,7 | 97T | 17  | 1   | 13  | 13,0 | 13  | 0 0 | 9 9 | 240 | 26,7 | 96T | 1   | 2   | 2   |

#### Postemporada
| Estadísticas de postemporada | Estadísticas de postemporada | Estadísticas de postemporada | Estadísticas de postemporada | Estadísticas de postemporada | Estadísticas de postemporada | Estadísticas de postemporada | Estadísticas de postemporada | Estadísticas de postemporada | Estadísticas de postemporada | Estadísticas de postemporada | Estadísticas de postemporada | Estadísticas de postemporada | Estadísticas de postemporada | Estadísticas de postemporada | Estadísticas de postemporada | Estadísticas de postemporada | Estadísticas de postemporada | Estadísticas de postemporada | Estadísticas de postemporada | Estadísticas de postemporada | Estadísticas de postemporada |
| Año                          | Equipo                       | Juegos                       | Juegos                       | Recepción                    | Recepción                    | Recepción                    | Recepción                    | Recepción                    | Corriendo                    | Corriendo                    | Corriendo                    | Corriendo                    | Corriendo                    | Volviendo                    | Volviendo                    | Volviendo                    | Volviendo                    | Volviendo                    | Tortas                       | Tortas                       |                              |
| Año                          | Equipo                       | GP                           | GS                           | Rec                          | Yds                          | Promedio                     | Lng                          | TD                           | Att                          | Yds                          | Promedio                     | Lng                          | TD                           | Jubilado                     | Yds                          | Promedio                     | Lng                          | TD                           | Fum                          | Perdió                       |                              |
| ---------------------------- | ---------------------------- | ---------------------------- | ---------------------------- | ---------------------------- | ---------------------------- | ---------------------------- | ---------------------------- | ---------------------------- | ---------------------------- | ---------------------------- | ---------------------------- | ---------------------------- | ---------------------------- | ---------------------------- | ---------------------------- | ---------------------------- | ---------------------------- | ---------------------------- | ---------------------------- | ---------------------------- | ---------------------------- |
| 2017                         | POZO                         | 1                            | 1                            | 3                            | 5 5                          | 1.7                          | 4 4                          | 1                            | -                            | -                            | -                            | -                            | -                            | -                            | -                            | -                            | -                            | -                            | 0 0                          | 0 0                          |                              |
| Totales                      | Totales                      | 1                            | 1                            | 3                            | 5 5                          | 1.7                          | 4 4                          | 1                            | -                            | -                            | -                            | -                            | -                            | -                            | -                            | -                            | -                            | -                            | 0 0                          | 0 0                          |                              |

### Registros de la NFL
- Primer jugador en la historia de la NFL en anotar cinco touchdowns antes de cumplir 21 años[71]
- El jugador más joven en registrar al menos 150 yardas de recepción en un solo juego[72]
- Primer jugador en tener dos touchdowns ofensivos de al menos 97 yardas[73]
- El receptor más joven con 1,500 yardas de recepción[74]
- El receptor más joven con 2,500 yardas de recepción[63]

#### Steelers registros de franquicia
- La mayor recepción de touchdown en la historia de la franquicia (97 yardas)[75]
- El receptor más joven en registrar más de 1,000 yardas de recepción en una temporada (2018)[76]
- Pocos juegos necesarios para alcanzar 1,500 yardas de recepción de carrera (21)[74]

## Vida personal
Smith-Schuster es de ascendencia africana y samoana y se crio en Long Beach, California . Es el segundo mayor de siete hijos y se identifica como cristiano. Su primo, Johnny Nansen, fue anteriormente entrenador asistente en la USC . El apodo de Smith-Schuster "JuJu" vino de su tía cuando tenía unos meses. Inicialmente lo llamó "John-John" antes de optar por llamarlo "JuJu". Tiene una hermana biológica llamada So'omalo y su padre no estuvo presente en sus vidas. Su padrastro, Lawrence Schuster, conoció a su madre, Sammy (Toa) cuando Smith-Schuster tenía cuatro años.  Smith-Schuster legalmente separó su apellido después de cumplir 18 años, agregando el apellido Schuster en honor a su padrastro. Smith-Schuster afirma que creció siendo un fanático de USC y miró a los receptores Marqise Lee, Robert Woods y Nelson Agholor .
En febrero de 2018, Smith-Schuster anunció una asociación con el popular grupo de juegos FaZe Clan para vender productos. Ahora tiene un canal de YouTube con su nombre completo que publica Call of Duty, Fortnite Battle Royale y videos de la vida diaria que a menudo muestran a su Bulldog francés Boujee. También realiza videojuegos en vivo y comentarios de videojuegos en Twitch .